# Теорема Гёделя о компактности
Теорема Гёделя о компактности утверждает, что набор из предложений в логике первого порядка  имеет модель, тогда и только тогда, когда каждое конечное подмножество предложений имеет модель. 
Эта теорема является важным инструментом в теории моделей, так как она обеспечивает удобный метод для построения моделей для бесконечного набора предложений.
Теорема является следствием теоремы Тихонова о том, что произведение компактных пространств компактно.
Кроме того, она является аналогом характеризации компактных пространств через свойство конечных пересечений.

## История
Курт Гедель доказал теорему компактности для счётного числа предложений в 1930 году;
несчётный случай доказан Анатолием Ивановичем Мальцевым  в 1936 году.

## Следствия
- Если, предложение выполнено в каждом поле характеристики нуль, то оно верно во всех полях достаточно большой характеристики.
  - Действительно, пусть φ выполнено в каждом поле характеристики нуль. Тогда его отрицание ¬φ, вместе с аксиомами поля и бесконечной последовательности предложений 1+1 ≠ 0, 1+1+1 ≠ 0, ..., приводят к противоречию (поскольку отсутствует поля характеристики 0, в котором φ не имеет места — бесконечная последовательность предложений гарантирует, что любая модель будет полем характеристики 0). Следовательно, существует конечное подмножество A из этих предложений, приводящая к противоречию. Пусть B содержит все предложения A за исключением ¬φ. Тогда любое поле с дастатоно болшой  характеристики есть модель B, и ¬φ вместе с B не выполнима. Это означает, что φ выполняется в каждой моделе B, в частности φ выполнено в каждом поле достаточно большой характеристики.

- Если теория имеет произвольно большие конечные модели, или одну бесконечную модель, то она имеет модели сколь угодно большой мощности. (Это частный случай теоремы Лёвенгейма — Скулема).
  - Так, например, существуют нестандартные модели арифметики Пеано с несчётным числом натуральных чисел.
  - Доказательство. Пусть М есть модель исходной теории. Добавим к языку один символ для каждого элемента множества T большой мощности. Затем добавим набор предложений, которые говорят, что все эти символы различны. Поскольку для каждого конечного подмножествоа этой новой теории есть модель, то есть модель и для самой теории.

- Построение нестандартной модели вещественных чисел, то есть, расширения теории вещественных чисел, содержащего «бесконечно малые».
  - Пусть Σ есть аксиоматизация теории вещественных чисел первого порядка. Рассмотрим теорию, полученную путем добавления новой константы ε к языку и предложениями ε > 0 и ε < 1/n для всех натуральных чисел n. Очевидно, что стандартные вещественные числа являются моделью для любого конечного подмножества из этих аксиом. По теореме компактности существует модель удовлетворяющая всем предложениям. То есть модель с бесконечно малым числом ε.

## О доказательствах
Теорема следует из теоремы Гёделя о полноте.
Гедель доказал теорему компактности изначально именно так.
Позже были найдены «чисто семантические» доказательства.
Одно из этих доказательств опирается на ультрапределы.